# HMNK Nacional
Lo Hrvatski malonogometni klub Nacional, noto a livello internazionale come Nacional Zagreb, è stata una società croata di calcio a 5 con sede a Zagabria. Il più recente assetto societario risale alla fusione tra il Gospić e il Nacional Zagreb, avvenuta nel 2008.

## Storia
Nonostante il nome, la società proseguiva la tradizione sportiva dell'HMNK Gospić che, nel 2008, si trasferì a Zagabria assumendo l'identità della precedente società di calcio a 5. Per questo motivo, all'epoca, la fusione destò scalpore nel mondo del calcio a 5 croato, provocando le dimissioni del precedente consiglio direttivo del Nacional e la fondazione di un club alternativo, chiamato MNK Zagreb 1.
Nella stagione 2005-06 il Gospić era giunto a un passo dal titolo, sconfitto nella serie finale dallo Spalato sulla distanza delle tre partite: 3-1 a Spalato, 6-5 per il Gospić in gara2, 3-2 nella gara decisiva per la squadra spalatina giunta al suo sesto titolo. Nella stagione 2007-08, l'ultima disputata come Gospić, la squadra raggiunse la fase finale della Coppa UEFA.
La dirigenza ha annunciato lo scioglimento della squadra al termine della stagione 2017-18.

## Palmarès
- Campionato croato: 7
Gospić: 2006-07, 2007-08.
Nacional: 2009-10, 2012-13, 2014-15, 2015-16, 2016-17
- Coppa di Croazia: 5
Gospić: 2007-08
Nacional: 2008-09, 2009-10, 2014-15, 2016-17